# Bohumil Brhel
Bohumil Brhel (ur. 10 czerwca 1965 w Gottwaldovie) – czeski żużlowiec.

## Życiorys
Pierwszy znaczący sukces odniósł w roku 1985, zostając Młodzieżowe Indywidualne Mistrzostwa Czechosłowacji. Rok później zaistniał na arenie międzynarodowej, w finale IMŚJ w Równem zajął czwarte miejsce.
W swojej karierze trzykrotnie był uczestnikiem rywalizacji o mistrzostwo świata. W 1989 roku w jednodniowym finale w Monachium zajął szesnaste miejsce. Regularnie otrzymywał „dziką kartę” na czeską eliminację Grand Prix. Najwyżej sklasyfikowany był w roku 2001, kiedy to zdobył siedem punktów w praskiej rundzie, zajął dwunastą lokatę. W roku 2002 był kwalifikowanym rezerwowym w Grand Prix, rok później zakwalifikował się jako pełnoprawny uczestnik, zajął XXII pozycję, w roku następnym poprawił się o trzy miejsca, czyli dziewiętnaste miejsca.
Trzykrotnie reprezentował swój kraj w finałach DMŚ – dwa razy i DPŚ – raz. W roku 1990 w Pardubicach zajął z drużyną czwarte miejsce, w roku 1999, ponownie na torze w Pardubicach Czesi zostali wicemistrzami świata, w 2002 w angielskim Peterborough czeska drużyna była piąta.
Dwa razy był finalistą MŚP, w roku 1989 w Lesznie był siódmy, a w roku 1991 w Poznaniu był piąty.
W roku 2001 został indywidualnym mistrzem Europy na torze w belgijskim Heusden-Zolder. Rok później w Rybniku był piąty. Wygrał mistrzostwo Europy w parach w Debreczynie w roku 2004, zdobył tytuł wicemistrzowski w roku 2005 w Gdańsku, natomiast w roku 2006 w Lendavie był czwarty.
Sześć razy był indywidualnym mistrzem Czech (1992, 1993, 1998, 2000, 2001, 2004), trzy razy był wicemistrzem (1991, 1997, 2002), dwa razy stawał na najniższym stopniu podium (1996, 1999).
W lidze polskiej reprezentował barwy klubów: ROW Rybnik (1991), Stal Gorzów Wielkopolski (1992–1994), Stal Rzeszów (1999–2003), Kolejarz Opole (2005) oraz TŻ Lublin (2006), w 1992 r. zdobywając srebrny medal drużynowych mistrzostw Polski.
W lidze brytyjskiej startował w klubach z King’s Lynn (1990-1995, 1997-1999), Oksfordu (1996) i Peterborough (2002)
Po zakończeniu kariery zajął się tuningiem motocykli, jest cenionym fachowcem zwłaszcza wśród żużlowców z południa Europy.

## Przynależność klubowa
Wielka Brytania
- King’s Lynn Stars (1990–1992)

Polska
- ROW Rybnik (1991)
- Stal Gorzów Wielkopolski (1992–1994)
- Stal Rzeszów (1999–2003)
- Kolejarz Opole (2005)
- TŻ Lublin (2006)

## Starty w Grand Prix
| Sezon | Numer | 1     | 2     | 3     | 4     | 5     | 6      | 7     | 8     | 9     | 10    | 11 | Msc. | Pkt. |
| ----- | ----- | ----- | ----- | ----- | ----- | ----- | ------ | ----- | ----- | ----- | ----- | -- | ---- | ---- |
| 1998  | 23    | CZE 5 | DEU   | DNK   | GBR   | SWE   | POL    |       |       |       |       |    | 26   | 5    |
| 2000  | 24    | CZE 1 | SWE   | POL   | GBR   | DNK   | EUR    |       |       |       |       |    | 33   | 1    |
| 2001  | 24    | DEU   | GBR   | DNK   | CZE 7 | POL   | SWE    |       |       |       |       |    | 24   | 7    |
| 2002  | b.d.  | NOR   | POL   | GBR   | SVN   | SWE   | CZE 1  | SCA   | EUR   | DNK   | AUS 2 |    | 33   | 3    |
| 2003  | 18    | EUR 5 | SWE 4 | GBR 1 | DNK 5 | SVN   | SCA 1  | CZE 5 | POL 5 | NOR 1 |       |    | 22   | 26   |
| 2004  | 18    | SWE 7 | CZE 7 | EUR 5 | GBR 4 | DNK 2 | SCA 3  | SVN 2 | POL 1 | NOR 1 |       |    | 19   | 32   |
| 2005  | 17    | EUR   | SWE   | SVN   | GBR   | DNK   | CZE ns | SCA   | POL   | ITA   |       |    | ns   | ns   |

| Statystyki        | Statystyki |
| ----------------- | ---------- |
| Starty            | 23         |
| Zwycięstwa        | 0          |
| Miejsca na podium | 0          |
| Finalista         | 0          |
| Punkty            | 74         |

## Osiągnięcia
Indywidualne Mistrzostwa Świata
- 1989 –  Monachium – 16. miejsce – 1 pkt → wyniki
- 1998 – 6 rund – 26. miejsce – 5 pkt → wyniki – dzika karta
- 2000 – 6 rund – 33. miejsce – 1 pkt → wyniki – dzika karta
- 2001 – 6 rund – 24. miejsce – 7 pkt → wyniki – dzika karta
- 2002 – 10 rund – 33. miejsce – 3 pkt → wyniki – dzika karta
- 2003 – 9 rund – 22. miejsce – 26 pkt → wyniki
- 2004 – 9 rund – 19. miejsce – 32 pkt → wyniki
- 2005 – 9 rund – nie startował → wyniki – jako rezerwowy

Indywidualne Mistrzostwa Świata Juniorów
- 1986 –  Równe – 4. miejsce – 10 pkt → wyniki

Drużynowe Mistrzostwa Świata
- 1990 –  Pardubice – 4. miejsce – 6 pkt → wyniki
- 1999 –  Pardubice – 2. miejsce – 9 pkt → wyniki

Drużynowy Puchar Świata
- 2002 – Zawody finałowe odbywały się w  Wielkiej Brytanii – 5. miejsce → wyniki

Mistrzostwa Świata Par
- 1989 –  Leszno – 7. miejsce – 14 pkt → wyniki
- 1991 –  Poznań – 7. miejsce – 12 pkt → wyniki

Indywidualne Mistrzostwa Europy
- 2001 –  Heusden-Zolder – 1. miejsce → wyniki
- 2002 –  Rybnik – 5. miejsce – 10 pkt → wyniki

Mistrzostwa Europy Par
- 2004 –  Debreczyn – 1. miejsce – 16 pkt → wyniki
- 2005 –  Gdańsk – 2. miejsce – 14 pkt → wyniki
- 2006 –  Lendava – 4. miejsce – 0 pkt → wyniki

## Inne ważniejsze turnieje
Memoriał Edwarda Jancarza w Gorzowie Wielkopolskim
- 1992 – 3. miejsce – 12+2 pkt → wyniki
- 1993 – 11. miejsce – 5 pkt → wyniki
- 1994 – 5. miejsce – 10 pkt → wyniki

Memoriał Alfreda Smoczyka w Lesznie
- 1986 – 16. miejsce – 0 pkt → wyniki